# Ștefan Dimitrescu

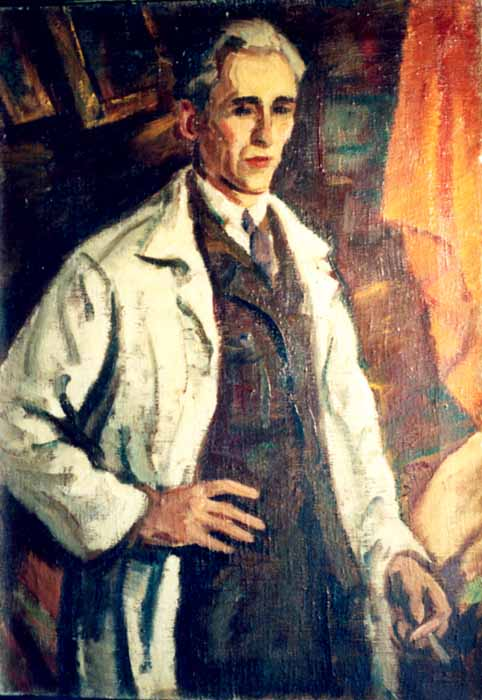
Stefan Dimitrescu - Autorretrato

Ștefan Dimitrescu (18 de enero de 1886 - 22 de mayo de 1933) fue un pintor y dibujante postimpresionista rumano.

## Trayectoria
Nacido en Huși en el seno de una familia modesta, completó sus estudios primarios y secundarios en su ciudad natal. En 1903, decidido a seguir su pasión por la música, se fue a Iași, donde estudió violonchelo en el Conservatorio de la ciudad.
En 1903, Dimitrescu ingresó en la Escuela Nacional de Bellas Artes de la ciudad, donde estudió en la misma clase que Nicolae Tonitza; ambos estudian con Gheorghe Popovici y Emanoil Bardasare. Después de graduarse, Dimitrescu pintó murales para las iglesias ortodoxas de Agăș y Asău (condado de Bacau). Entre 1912 y 1913 estudió en París, en la Académie de la Grande Chaumière, período en el que se sintió atraído por el impresionismo.
Alistado en el ejército rumano al comienzo de la campaña rumana de la Primera Guerra Mundial, Dimitrescu quedó profundamente conmovido por la experiencia y comenzó a pintar piezas trágicas que muestran la miseria provocada por el conflicto . Como su amigo Tonitza, comenzó a explorar temas sociales, como las colas y los efectos de los bombardeos.
En 1917, con los pintores Camil Ressu, Iosif Iser, Marius Bunescu y los escultores Dimitrie Paciurea, Cornel Medrea, Ion Jalea y Oscar Han, fundó la asociación Arte de Rumanía en su refugio de Iași. En 1926, Dimitrescu, junto con Oscar Han, Francisc Șirato y Nicolae Tonitza, fundaron el Grupul celor patru (El "Grupo de los Cuatro").
Se convirtió en profesor en la Escuela Nacional de Bellas Artes de Iași en 1927, y durante el año siguiente fue nombrado director de la escuela (cargo que ocupó hasta su muerte). Hacia el final de su vida, Dimitrescu comienza a ampliar su paleta con colores más oscuros, mientras explora composiciones en las que el fondo está desprovisto de detalles y generalmente predomina el blanco.
Murió en Iași y está enterrado en el cementerio de Eternitatea.

## Arte
La mayoría de las pinturas de Dimitrescu se inspiran principalmente en la vida de la gente sencilla, y especialmente de los campesinos y mineros rumanos ; intentan retratar las tradiciones y el modo de vida rumanos, basándose en sus experiencias tanto con el arte bizantino como con la obra de Paul Cézanne.
Parte de su obra (entre 1926 y 1933) está inspirada en sus viajes a Dobroudja, y se considera la parte más lograda de la síntesis entre su trabajo como diseñador y su arte como pintor.
Varias de sus obras se exhiben en Bârlad (Museo Vasile Pârvan), Bucarest (Museo Nacional de Arte de Rumanía y Museo Zambaccian), Cluj-Napoca (Museo de Arte de Cluj) y en colecciones privadas fuera de Rumanía (en Austria, Bélgica, Francia y Alemania).

## Galería

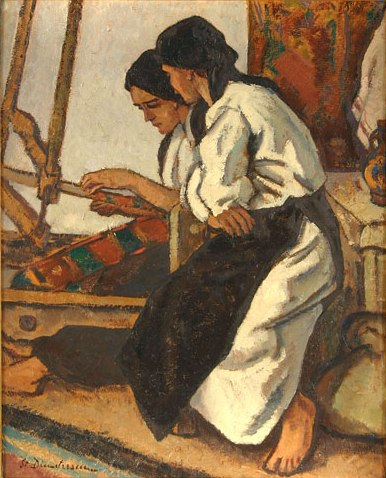
Las mujeres campesinas en el trabajo en un telar
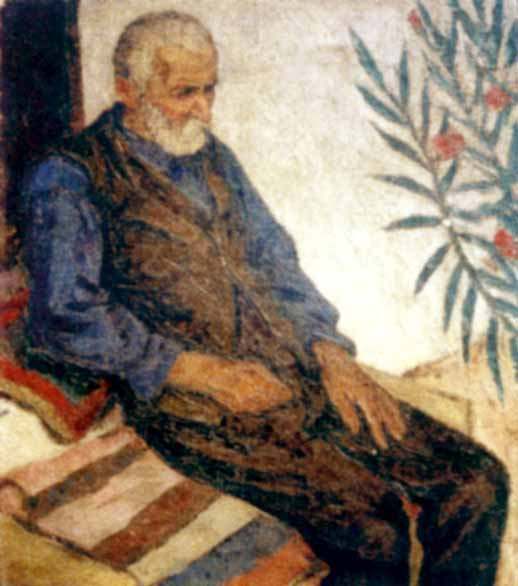
Abuelo
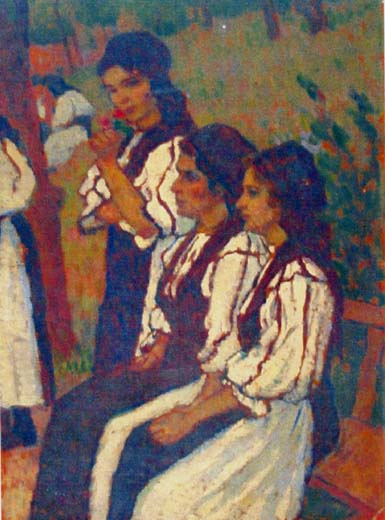
Mujeres campesinas de Sălişte
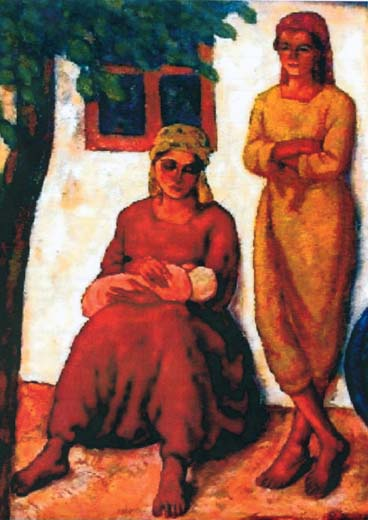
Los gitanos de Dobroudja (1927)
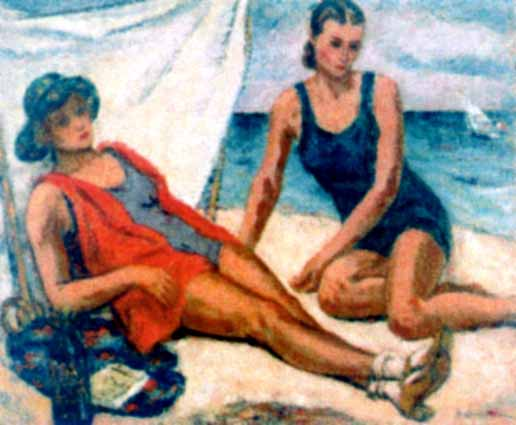
Mujeres en la playa
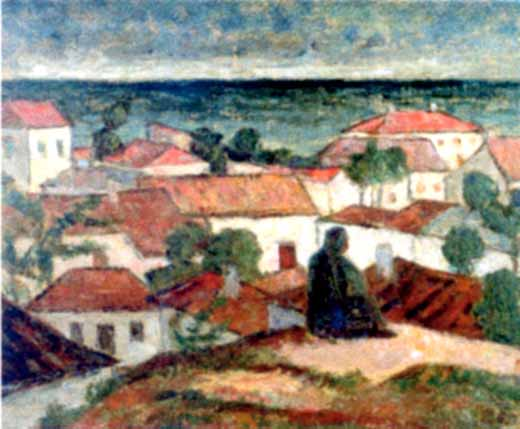
Paisaje de Mangalia
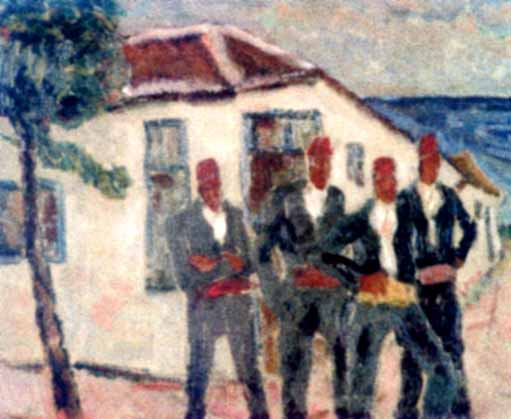
Turcos en Mangalia
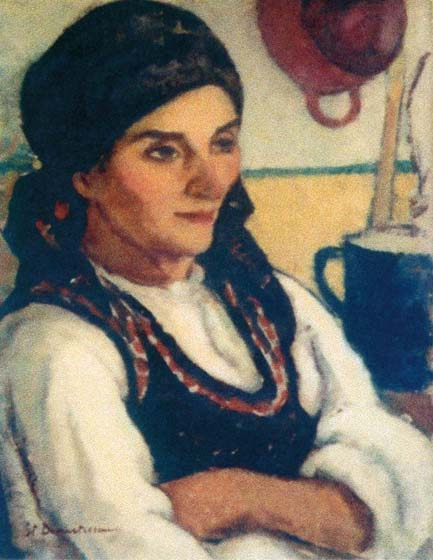
Cocinero (1926)
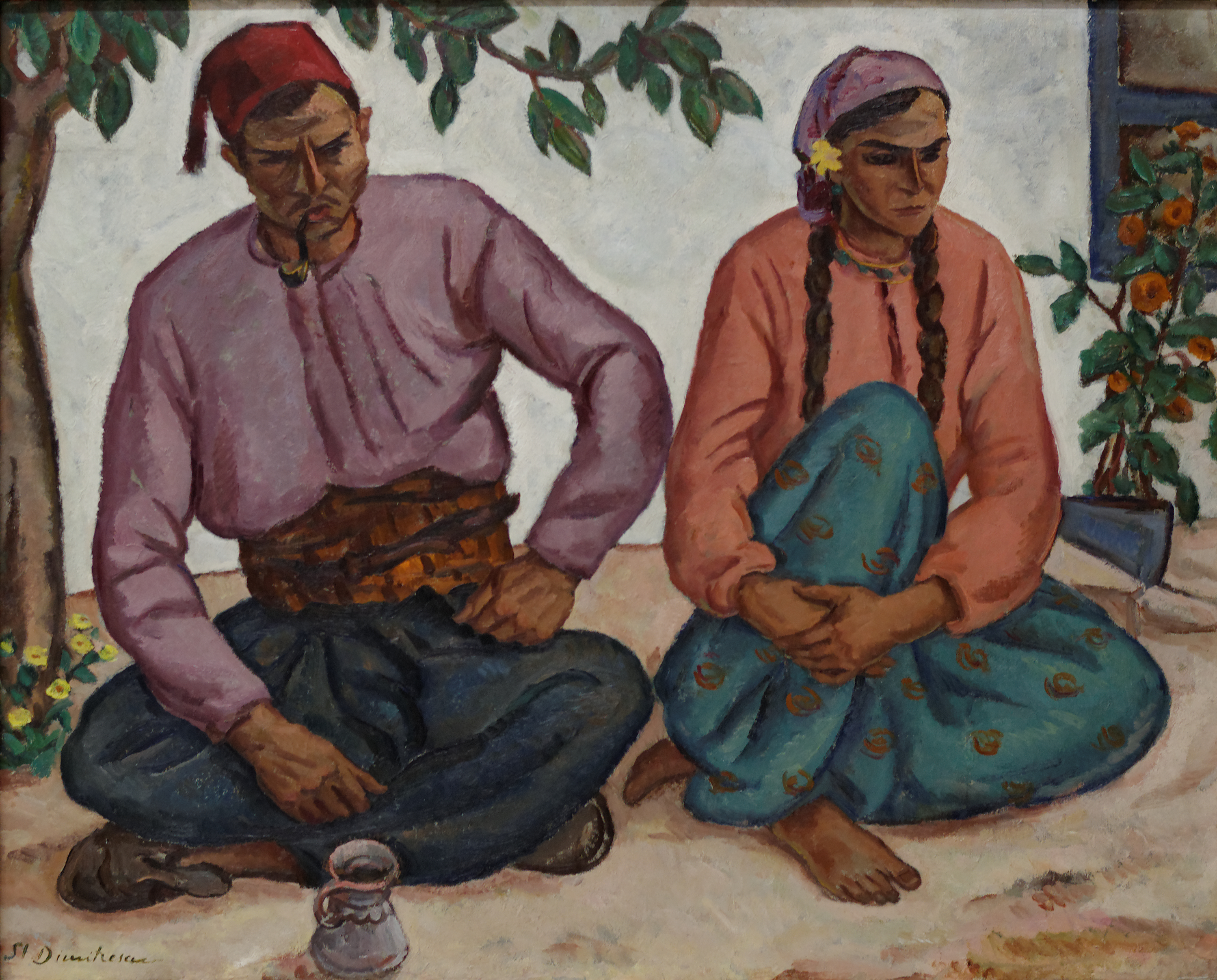
Tártaros (1927-1932)
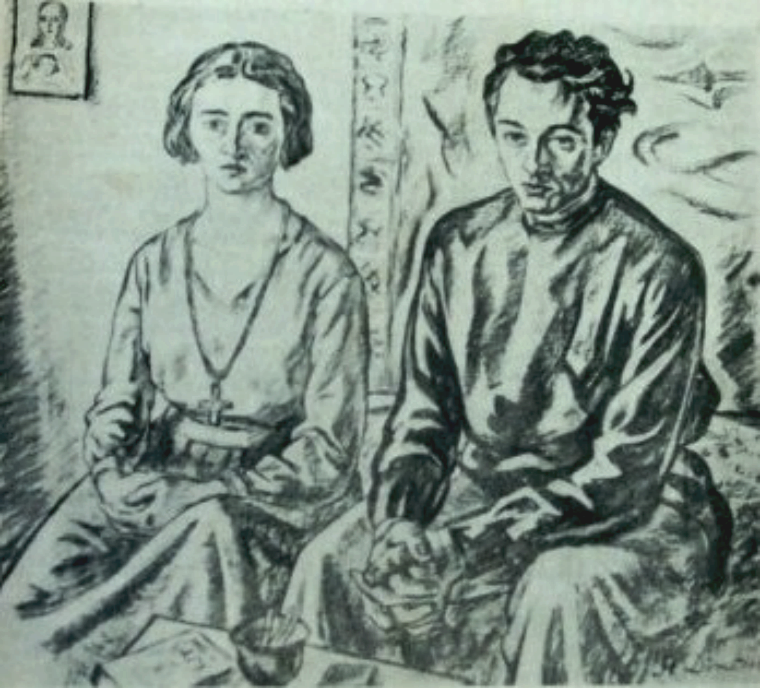
Ștefana e Ionel Teodoreanu en 1931
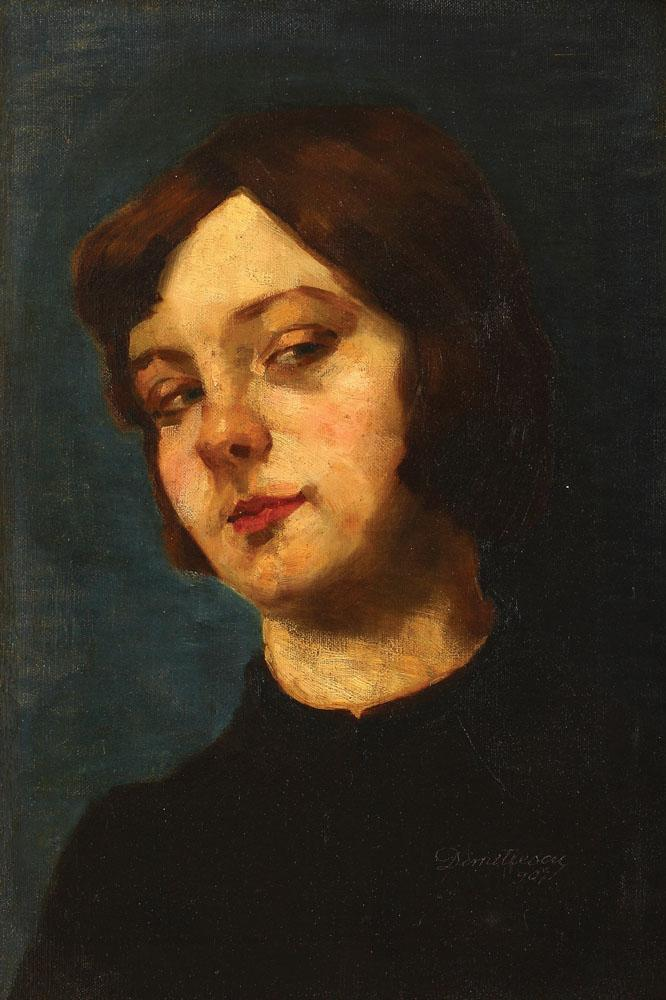
Quería
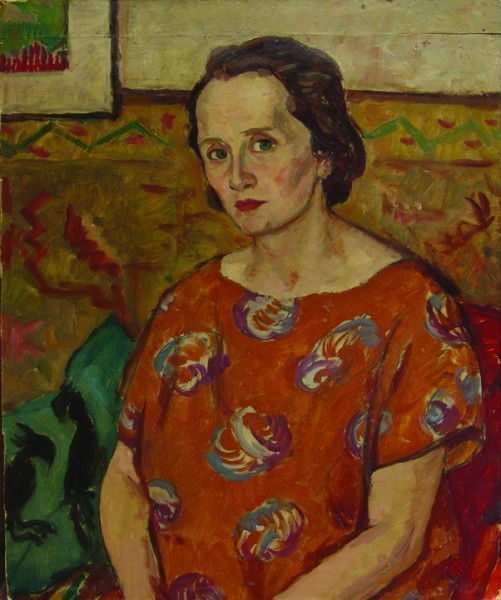
Jekaterina, esposa de Nicolae Tonitza
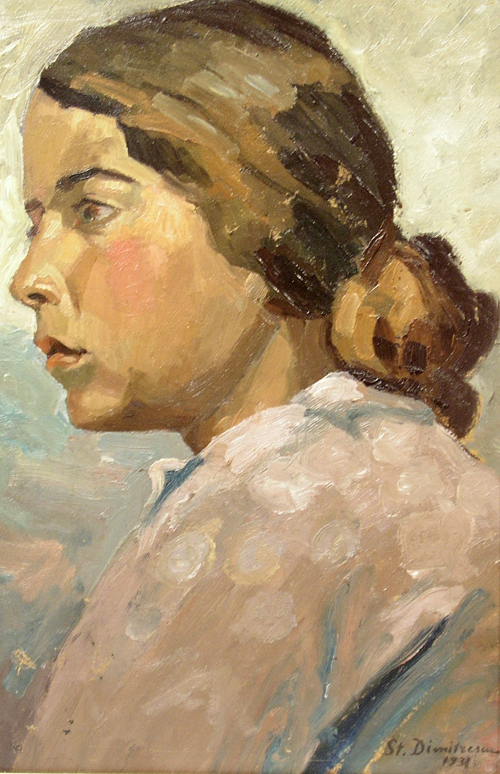
Mujer de perfil
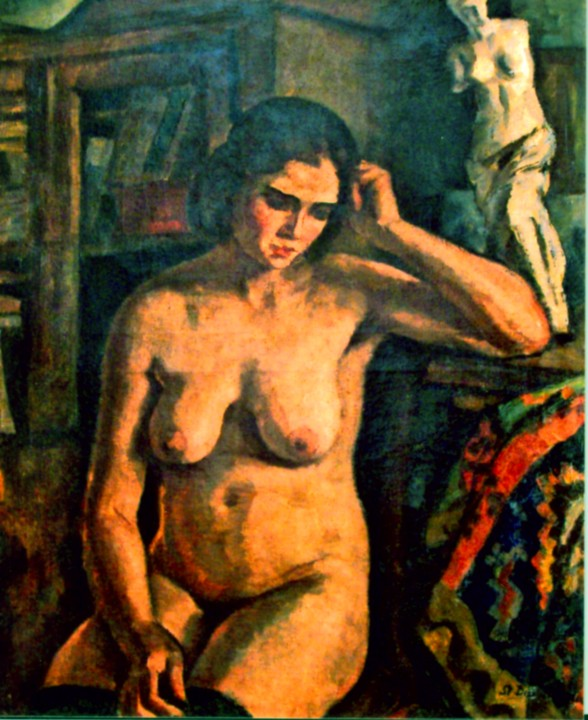
Estudio desnudo
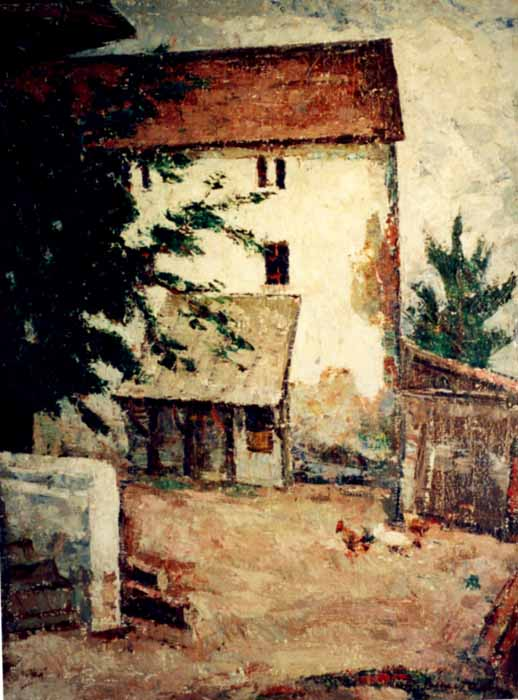
casa
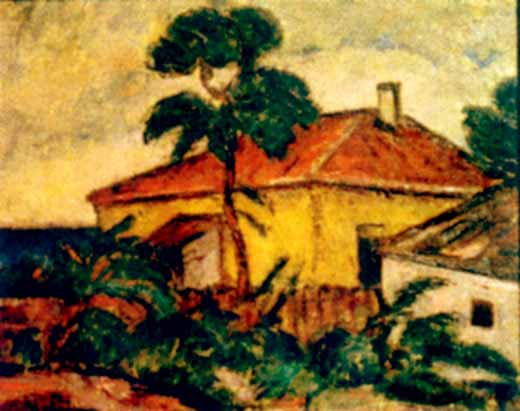
Paisaje con casa
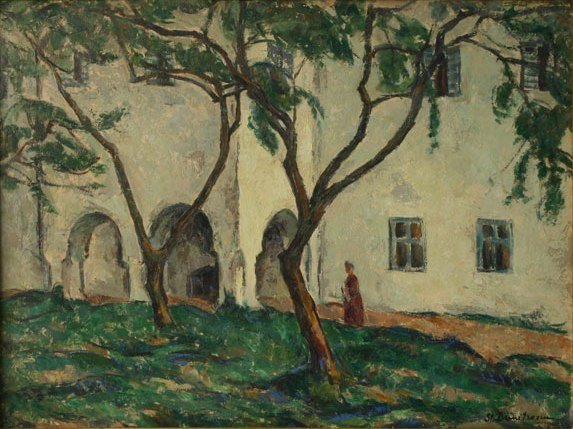
Casa del autor un sábado
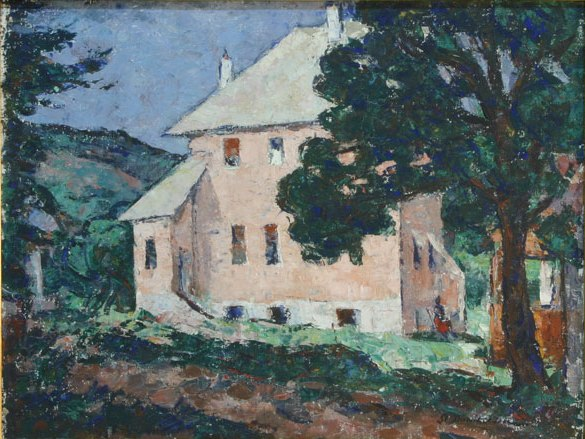
La casa rosada
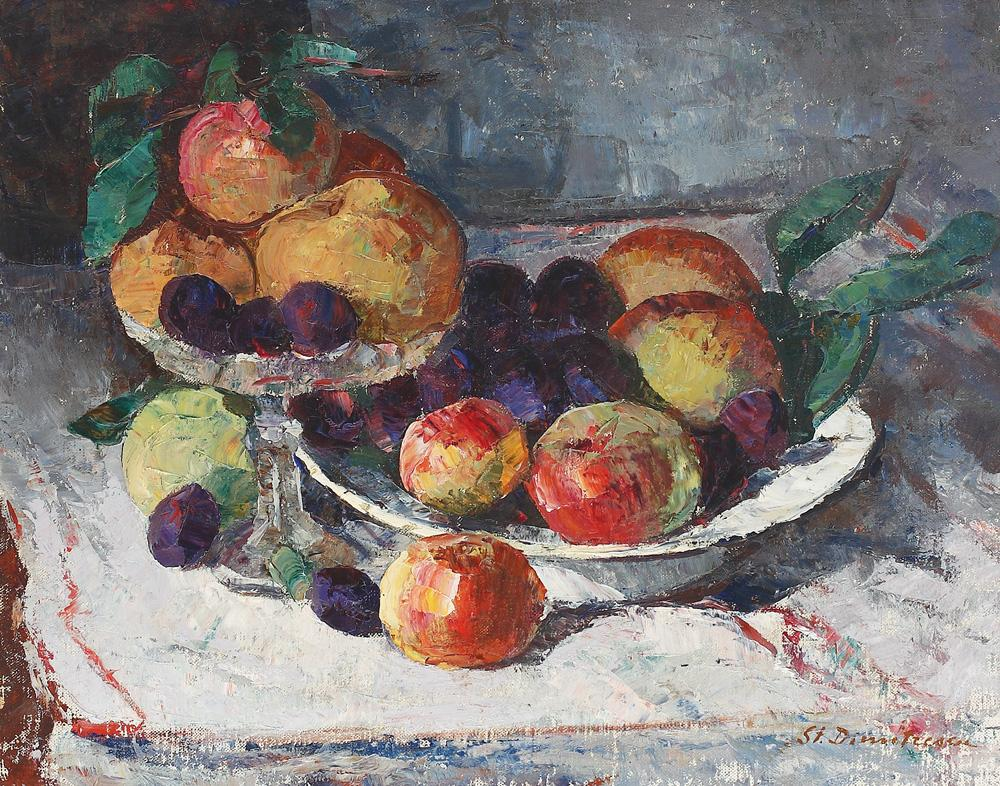
Naturaleza muerta con fruta
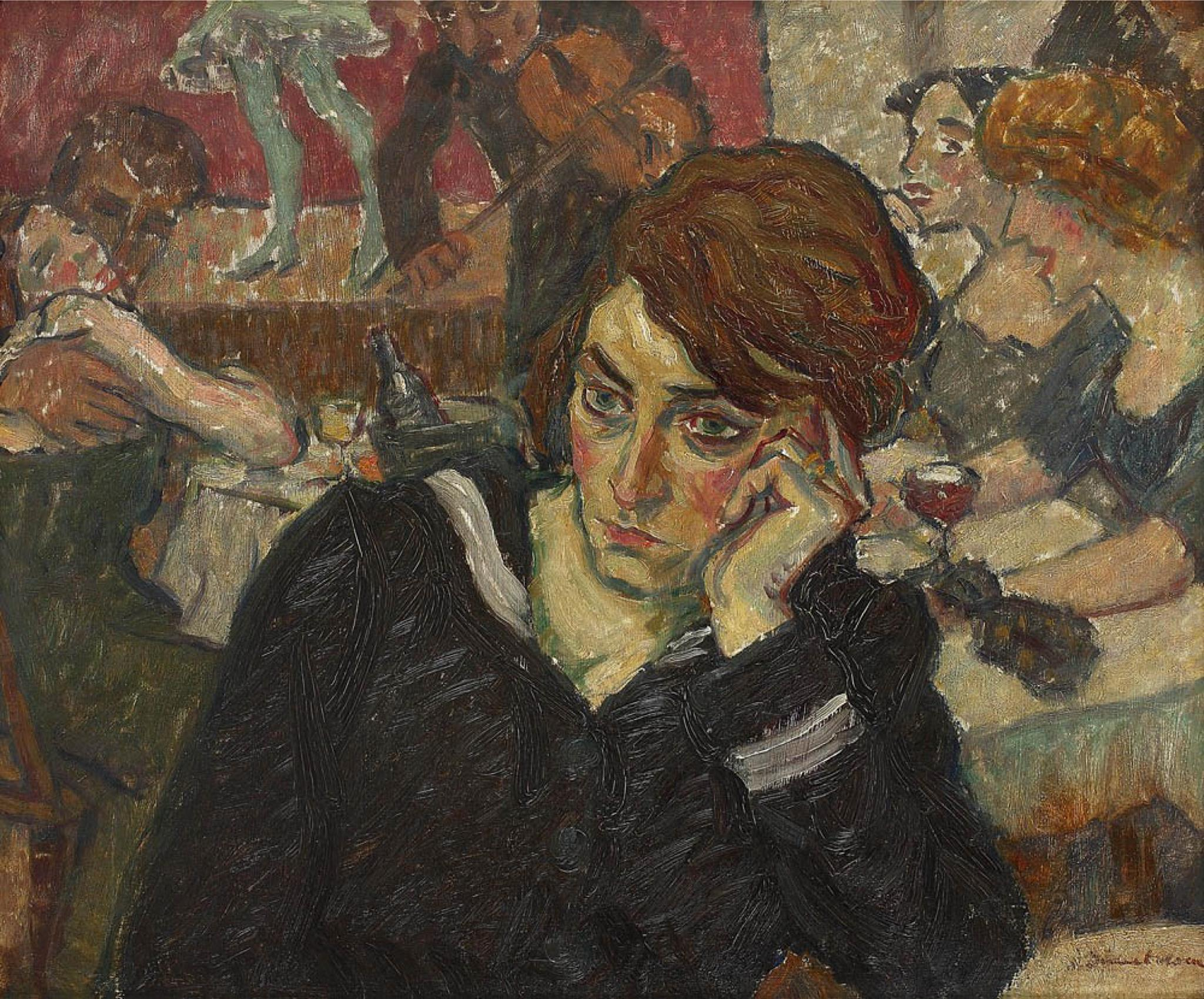
Cabaret
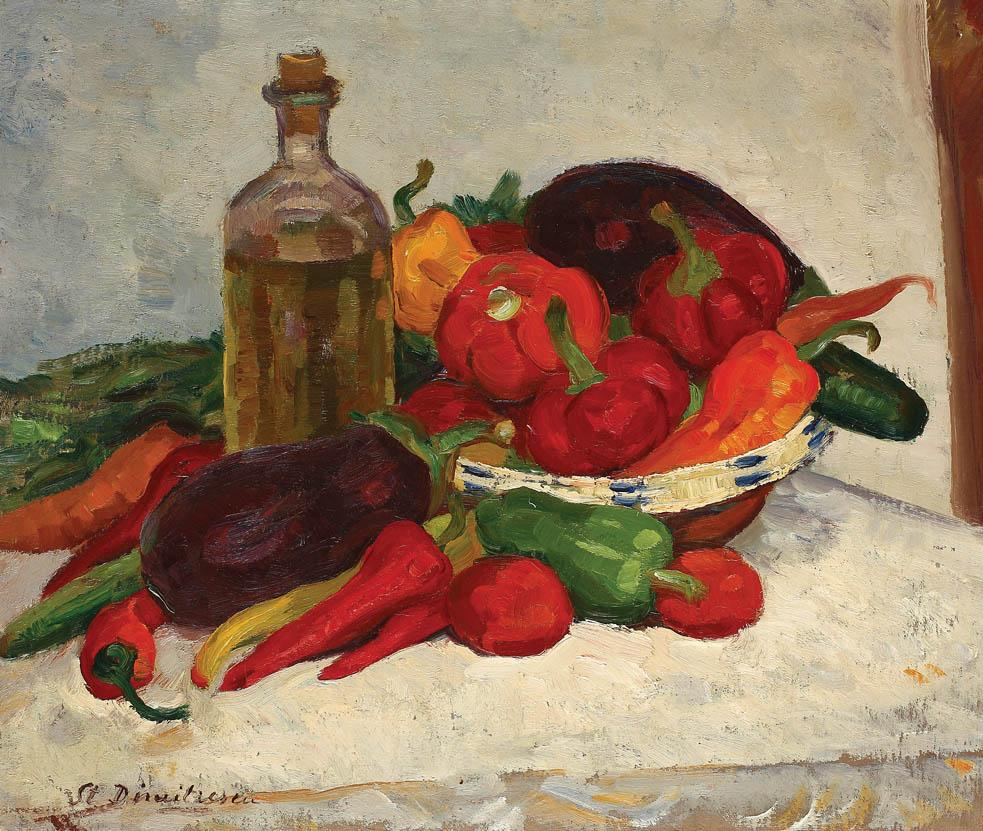
Bodegón con verduras
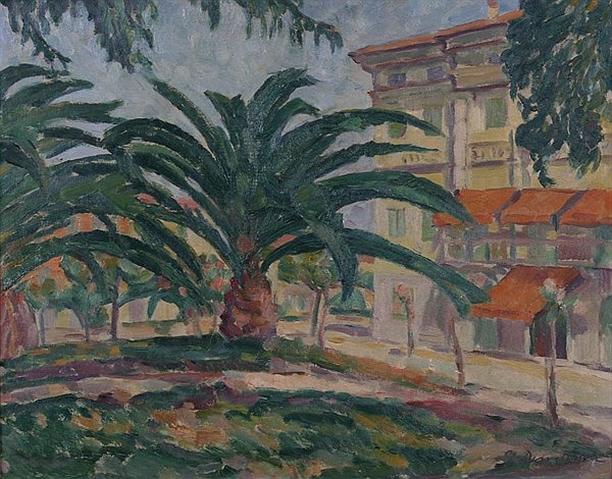
Viaregia - Italia (1921)
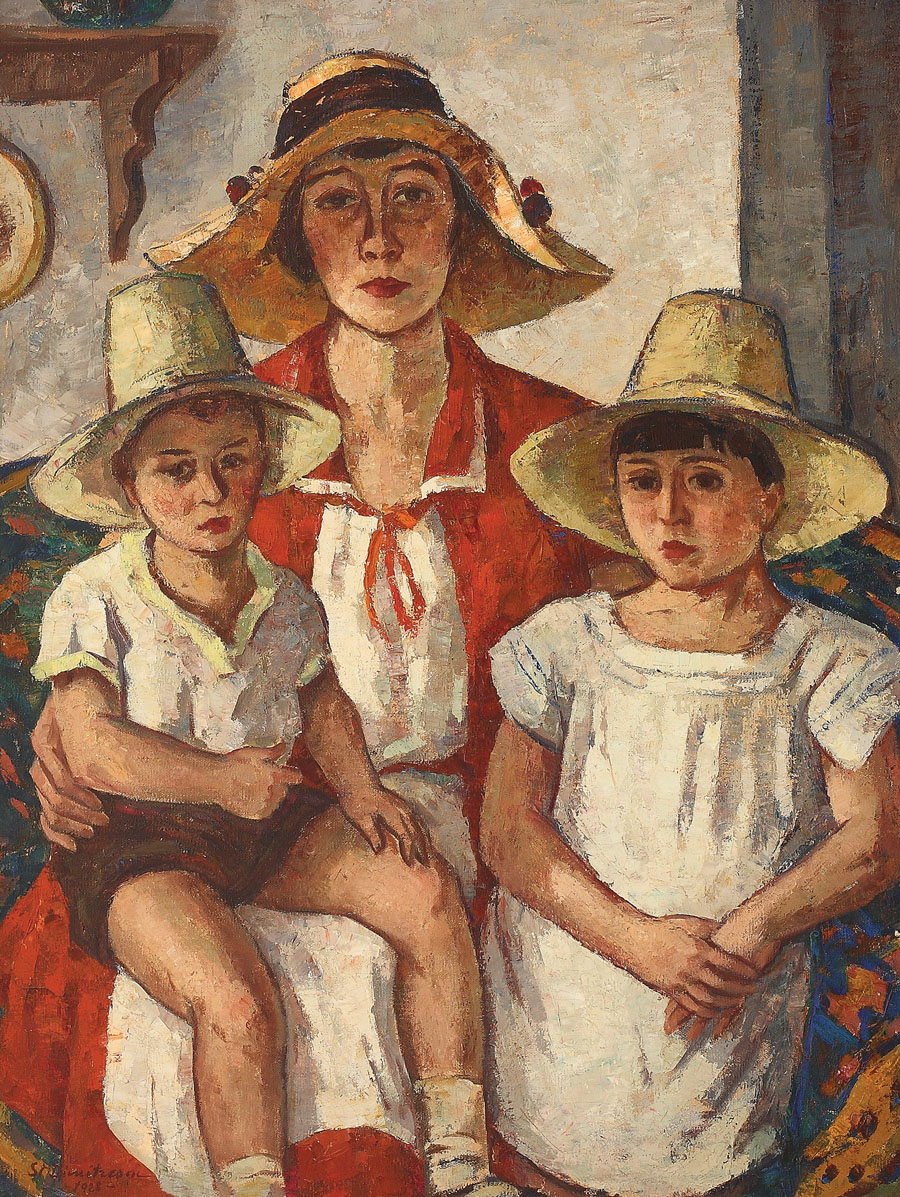
Mamá con sus hijos
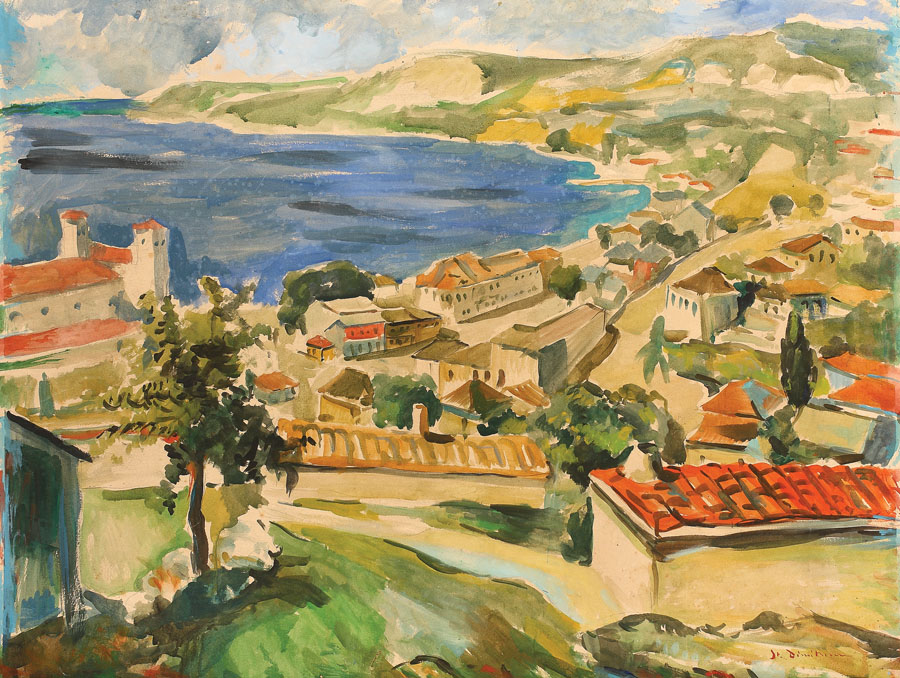
Balcic
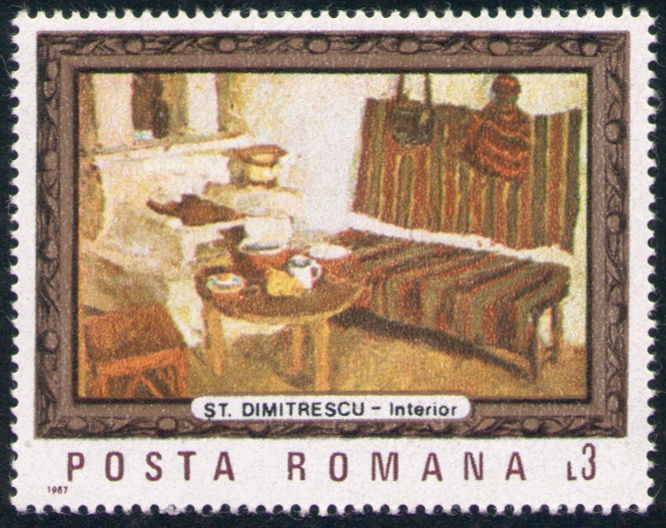
Sello rumano de 1987 "Interior".
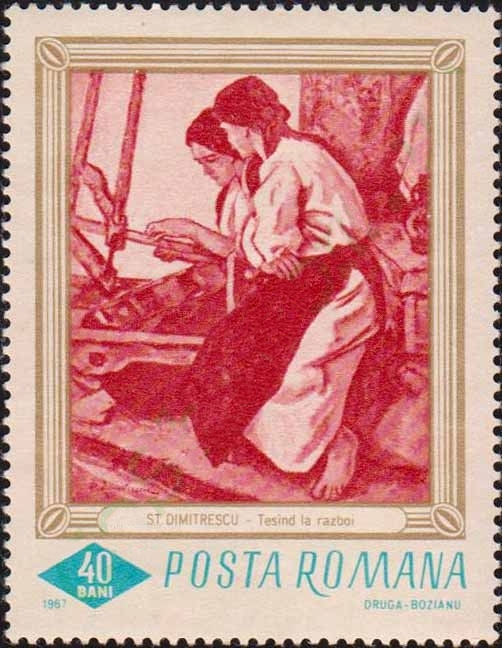
Sello rumano de 1967.